# Maarten van der Vleuten
Maarten van der Vleuten (Vught, 15 december 1967) is een Nederlandse producer en componist. Sinds 1987 produceert hij ambient, house, techno, IDM maar ook minder dansbare variaties van elektronische muziek. Tot 2007 was hij actief onder minstens 26 pseudoniemen, maar sinds 2008 werkt hij alleen nog onder zijn eigen naam. Enkele bekendere pseudoniemen zijn In-Existence, Flux, Integrity, 48v. Phantom Power, Major Malfunction en DJ G-Spot. Hij bracht zijn platen uit bij onder andere R&S Records, DJAX, Outrage, Apollo Records (Belgium), Signum Recordings, See Saw en Tonefloat.

## Biografie
In 1986 bracht Van der Vleuten als The Noise Architect in eigen beheer de compact cassette Deep Inside uit, in 1987 gevolgd door Art As Terrorism. Van der Vleuten werd bekend toen de VPRO-radio het nummer Satanic Acid draaide, een acidtrack met samples over de fatwa op Salman Rushdie. Op verzoek van de VPRO maakte Van der Vleuten nog enkele nummers met op dat moment actuele politieke thema's, zoals de Berlijnse Muur en de Golfoorlog.
Van der Vleuten bood het nummer Satanic Acid aan het Belgische label R&S aan, maar die durfde het niet uit te brengen.
Na twee maxi-singles van Major Malfunction (Van der Vleuten en Marius Kuilenberg) op Djax-Up-Beats bood R&S Van der Vleuten in 1991 een contract aan. Zijn eerste 12" op R&S, onder het pseudoniem Orpheus, bevat een remix door Fierce Ruling Diva maar werd uit de handel genomen vanwege copyrightconflicten. Enkele exemplaren zijn bewaard gebleven en zijn inmiddels verzamelobjecten geworden. Daarna kwamen er bij R&S nog platen uit onder de naam 48V Phantom Power en onder eigen naam een remix van de hit Dominator van Human Resource en twee maxi's op TZ, een sublabel van R&S. De eerste uitgave van het in november 1991 opgerichte label SeeSaw is Van der Vleutens Starwood Party met remixen van onder andere Speedy J, Human Beings en Terrace.
Begin 1992 richtte R&S een apart sublabel Outrage Recordings op voor Van der Vleutens melodieuze (Detroit-)techno en house. Er kwamen dat jaar negen platen op uit waarvan zeven van Van der Vleuten.
In 1993 kwam het eerste album van In-Existence uit. Het is een mix van ambient en techno en ook Van der Vleutens muzikale experimenten uit de jaren 80 zijn er op terug te vinden (het nummer Klewang stamt zelfs uit 1987). In Van der Vleutens studio produceerden hij en Aardvarck diens album door geluiden van dieren en storm te mixen bij Aardvarcks ritmes uit een TR-909-drumcomputer. De experimentele plaat werd in februari 1993 door Djax-Up-Beats uitgebracht.
In 1994 bracht Van der Vleuten geen platen uit maar in 1995 kwam Van der Vleuten met een aantal stevige platen: een ep van Major Malfunction, ditmaal als soloproject, en uitgaven op het Rotterdamse Beton Records en het Amerikaanse Direct Drive. Klang Elektronik (Duitsland), Paraphrase (Nederland), XS (Nederland), Mekanik (België) en het Utrechtse U-Trax brachten zijn iets genuanceerdere Detroit-techno uit. Op Mekanik ging Van der Vleuten een samenwerking aan met DJ Joost (Joost de Lijser) en op U-Trax met Tjeerd Verbeek.
In 1998 werd het tweede In-Existence-album 'Private Rituals' uitgebracht, experimenteel en wars van de dance-trend. Het album bevat gast-optredens van Frans Friederich (trompet), het Gemengd Koor Jeroen Bosch (o.l.v. dirigent Paul van Gulick) en de gitaristen Edwin Paanakker (ex-Blue Star) en Eddy Persijn (ex-Lost in Misery).
Van der Vleuten maakte in 2004 een dance-remix voor The Use Of Ashes (voorheen Mekanik Kommando).
In-Existence maakte in 2005 de eerste uitgave van een door het label Tonefloat gestarte serie op experimentele en ambient gerichte muziek. Andere artiesten die volgden op het Tonefloat/C-label zijn o.a. Bass Communion (Steven Wilson), The Use of Ashes, Fear Falls Burning en Theo Travis.
Tijdens de opening van het CBK in 's-Hertogenbosch, op 1 oktober 2006, gaat het album De Verkenningen in première bij de installatie van kunstenaar Frank Havermans.   
Later besluit Havermans de muziek ook te gebruiken voor zijn installatie KAPKAR/TT-C2P. Deze twee jaar durende, wereldwijd reizende expositie, start in São Paulo
(Brazilië) tijdens de Architectuurbiënnale. Voor kunstenares Karin van Pinxteren componeert Van der Vleuten de Kurt's Zimmer Walz. De wals is onderdeel van de installatie Kurt's Zimmer en elke 10 minuten binnenin het kunstwerk te horen. Het werk was onder andere te zien in Museum van Bommel van Dam te Venlo. Eind 2007 kwam de muziek uit op cd-single bij het boek Kurt's Zimmer Publikation. Bij het Engelse Mighty Robot Recordings verschijnt de Kremahitz ep uit met bijdragen van Aardvarck en Rude 66.
Geïnspireerd door het voormalige klooster Regina Coeli in Vught nam Van der Vleuten een aantal composities op die in 2008 uitgebracht werden op lp. Het album is getiteld High Intolerance Towards Low Energies en op de door Carl Glover ontworpen hoes staan foto's van het gebouw vlak voordat het werd afgebroken.
Naar aanleiding van de in 2007 gepubliceerde bundel Een Onvermoede Bocht van Ignace Schretlen schreef Van der Vleuten in 2009 een aantal muziekstukken waarin de, door de auteur zelf ingesproken, gedichten verwerkt zijn. Een instrumentale versie van de cd verscheen onder de naam Speechless. In het najaar verscheen ECT For Piano met composities voor piano en machines voor elektroconvulsietherapie (ECT), beter bekend als elektroshocktherapie. In opdracht van Karin van Pinxteren componeerde Van der Vleuten muziek voor de video-installatie Classified die onderdeel uitmaakte van de expositie Part of Someone's Diorama, Museum De Pont, Tilburg.
Het gelimiteerde album uit 2010 A True & Faithful Relation Of What Passed For Many Years Between Dr. John Dee And Some Spirits is  geïnspireerd op het werk van de 16e-eeuwse wetenschapper annex hermetisch filosoof John Dee. Het openingsnummer bevat stemsamples van de Britse occultist Aleister Crowley. Voor de eerste release op het nieuwe label Shipwrec uit Nijmegen nam Van der Vleuten drie nummers op, waaronder een vocale cover van Joy Division's Lost Control.
Februari 2011 verscheen op Tonefloat de dubbel-lp The Scars Remain met als centrale thema fysieke en psychologische littekens. In een van de titels wordt verwezen naar het Vughtse landgoed Zionsburg middels geografische coördinaten.
In de lente van 2012 worden de opnamen afgerond voor het album Are You Worthy?. Het nummer Blutige Marie bevat een vocale gastbijdrage van Bob Rusche, producer en presentator van de radioprogramma’s X-Rated en Xray bij de Concertzender. Later dat jaar verschijnen er twee digitaal uitgegeven compilaties met ruim 5 uur aan archiefmateriaal uit de jaren 90, getiteld Systematically Declassified 1 en 2.
In opdracht van het muziektijdschrift Gonzo (circus) componeert Van der Vleuten het abstracte werk Posthuman Adaption Of Auseinander. Het verschijnt in januari 2013 op de 100e uitgave van Mind The Gap die in het teken staat van Adam Harper's manifest We demand a new future, and a future for music. Het is een herziene versie van Luigi Russolo's manifest L'arte dei rumori uit 1913. Op Signum verschijnt de compositie op 7" single in een klassieke uitvoering voor acht instrumenten.

## Platenlabels
Door Van der Vleuten opgerichte platenlabels met oprichtingsjaar zijn:
- 1996: Signum Recordings
- 1999: Passiflora (house en club)
- 2001: Glam Records (progressive trance en progressive techno)